# Lughaya
Lughaya o Lughaye o Luqaya és una ciutat de la regió de Salal, a Somalilàndia, cap d'un districte de la regió i abans del 2007 d'un districte de la regió d'Awdal. Es troba a la costa de l'oceà Índic (Golf d'Aden).
La seva població aproximada és de més de 20.000 habitants (estimació del 2006). El districte de Lughaya té uns 75000 habitants.